# Chuong
Chuong ist ein vietnamesischer Familienname. Er ist eine vietnamesische Variante des chinesischen Namens Zhāng (chinesisch 章). Er wird gelegentlich verwechselt mit dem Namen Trương, der in Hochchinesisch dieselbe Aussprache aber ein anderes Schriftzeichen hat.

## Namensträger
- Antoine Vu Huy Chuong (* 1944), Bischof
- Chương Thị Kiều (* 1995), Fußballspielerin